# Ann Jarvis
Ann Maria Reeves Jarvis (née le 30 septembre 1832 - 9 mai 1905) est une militante sociale et organisatrice communautaire durant l'époque de la guerre civile américaine. Elle est reconnue comme étant la mère qui a inspiré la fête des Mères ainsi que comme l'une des fondatrices des mouvements des Mères. De plus, sa fille, Anna Marie Jarvis (1864-1948), est reconnue comme étant la fondatrice de la fête des Mères aux États-Unis.

## Biographie
Ann Marie Reeves Jarvis est née dans la ville de Culpeper, en Virginie, le 30 septembre 1832. Elle est la fille de Josiah Washington Reeves et de Nancy Kemper Reeves. Jarvis déménage dans la ville de Philippi, dans le comté de Barbour, en Virginie-Occidentale, avec sa famille lorsque son père, un pasteur méthodiste, est muté auprès d'une église de cette ville. En 1850, elle épouse Granville Jarvis, le fils d'un pasteur baptiste. Celui-ci devient un marchand prospère dans le comté voisin de Taylor. Quelques années plus tard, en 1852, le couple s'installe dans la ville de Webster, où Granville lance une entreprise commerciale.
La famille Jarvis, comme de nombreuses familles au milieu des années 1800, connait de fréquentes tragédies et pertes. Ann Jarvis a entre onze et treize enfants dans un intervalle de dix-sept ans. Cependant, parmi ces enfants, seuls quatre atteignent l’âge adulte, dont sa célèbre fille ; Anna Jarvis. Les autres sont morts de divers maladies telles que la rougeole, la fièvre typhoïde et la diphtérie, dont leurs épidémies étaient courantes dans les communautés des Appalaches du comté de Taylor. Ces pertes incitent Jarvis à prendre action pour aider sa communauté à lutter contre les maladies infantiles ainsi que les conditions non sanitaire.
Jarvis est une femme dynamique qui voit les besoins de sa communauté et trouve des moyens d’y répondre. En 1858, alors qu'elle est enceinte de son sixième enfant, Jarvis crée des clubs de travail pour la fête des mères dans les villes de Grafton, Pruntytown, Philippi, Fetterman et Webster afin d'améliorer les conditions de santé et d'hygiène. Elle ainsi que d’autres femmes de la région rejoignent un mouvement de santé publique en pleine expansion aux États-Unis. Les clubs de Jarvis cherchent à fournir une assistance et une éducation aux familles afin de réduire les maladies ainsi que la mortalité infantile. Ces clubs collectent des fonds pour acheter des médicaments et embaucher des personnes pour travailler dans des familles où les mères souffrent de tuberculose ou d’autres problèmes de santé. Elles développent des programmes d’inspection du lait[Quoi ?] bien avant qu’il y ait des exigences légales. Les membres du club visitent les foyers pour sensibiliser les mères et leurs familles à l’amélioration sanitaire de la maison et de la santé en général. Les clubs bénéficient des conseils du frère de Ann Jarvis, James Reeves, un médecin connu pour son travail concernant les épidémies de fièvre typhoïde dans le nord-ouest de la Virginie.
Pendant la guerre civile américaine (1861-1865), le sentiment dans l'ouest de la Virginie est profondément divisé entre le nord et le sud. En 1863, cela culmine lorsque la partie occidentale de l'État se sépare de la Virginie et forme le nouvel État de Virginie-Occidentale, qui est fidèle à l'Union. La Virginie occidentale devient le théâtre de certains des premiers conflits de la guerre civile. Les clubs de travail de la fête des mères de Jarvis modifient leur mission pour répondre aux demandes changeantes engendrées par la guerre. Ann Jarvis exhorte les clubs à déclarer leur neutralité et à fournir de l'aide aux soldats confédérés et de l'Union. Jarvis illustre sa détermination à rester neutre et à aider les deux camps en refusant de soutenir une proposition de division de l'Église méthodiste en une branche nord et une branche sud. De plus, elle aurait offert une prière solitaire pour Thornsbury Bailey Brown, le premier soldat de l'Union tué par un Confédéré dans la région, alors que d'autres refusaient. Sous sa direction, les clubs nourrissent et habillent les soldats des deux camps qui sont stationnés dans la région. Lorsque la fièvre typhoïde et la rougeole éclatent dans les camps militaires, Jarvis et les membres de son club soignent les soldats souffrants des deux camps à la demande d'un commandant.
Les efforts de Jarvis pour maintenir la communauté unie se poursuivent après la fin de la guerre civile. Après la fin des combats, les responsables publics cherchant des moyens d’éliminer les conflits d’après-guerre font appel à Jarvis pour obtenir de l’aide. Elle et les membres de son club organisent une « Journée de l'amitié des mères » pour les soldats des deux camps et leurs familles au palais de justice du comté de Taylor à Pruntytown pour aider au processus de guérison. Malgré les menaces de violence, Jarvis réussit à organiser l'événement en 1868. Elle partage avec les vétérans un message d’unité et de réconciliation. Les orchestres jouent « Dixie » et « Star Spangled Banner » et l'événement se termine par un chant « Auld Lang Syne » entonné par tous, du nord au sud. Cela montre à la communauté que les vieilles animosités sont destructrices et doivent cesser.
Vers la fin de la guerre civile, en 1864, la famille Jarvis s'installe à Grafton afin d'aider les entreprises commerciales de Granville, qui est alors aubergiste et spéculateur foncier. Jarvis poursuit son travail d’activiste sociale. Tout au long de sa vie, Jarvis enseigne à l’école du dimanche et est très impliquée dans l’Église méthodiste. À Grafton, Jarvis participe à la construction de l'église épiscopale méthodiste d'Andrews et y enseigne ensuite des cours d'école du dimanche. Elle est surintendante du département de l'école primaire du dimanche de l'église pendant vingt-cinq ans. Jarvis est également une oratrice populaire et donne souvent des conférences sur des sujets allant de la religion à la santé publique et à la littérature pour des publics d'églises et d'organisations locales. Ses conférences portent sur : « La littérature comme source de culture et de raffinement », « Les grandes mères de la Bible », « La grande valeur de l'hygiène pour les femmes et les enfants » et « L'importance des centres de loisirs supervisés pour les garçons et les filles ».
Tout au long de sa vie, Ann Jarvis s’efforce d’honorer et d’aider les mères. Sa fille Anna se souvient qu'elle avait prié pour que quelqu'un commence une journée pour commémorer et honorer les mères lors d'une leçon d'école du dimanche en 1876. À l'occasion du premier anniversaire de la mort de Jarvis, Anna rencontre des amis et annonce son intention d'organiser une cérémonie commémorative en mémoire de sa mère pour l'année suivante. En mai 1907, une cérémonie privée a lieu en son honneur. L'année suivante, en 1908, Anna organise la première célébration officielle de la Fête des Mères, à l'approche de l'anniversaire de la mort de sa mère. L'église méthodiste d'Andrews organise son premier service public le matin du 10 mai 1908. Anna n'a pas assisté à la cérémonie, mais envoie un don de 500 œillets blancs à tous ceux qui sont présents. Dans l'après-midi, 15 000 personnes assistent à un autre service organisé par Anna à Philadelphie, qui se tient à l'auditorium du magasin Wanamaker.
Dans les années qui suivent les cérémonies initiales, la nouvelle fête d'Anna gagne en reconnaissance dans de nombreux États et se répand dans un certain nombre de pays étrangers. Anna s'est également donné pour mission de faire de la fête des mères un jour férié officiellement reconnu aux États-Unis. Elle y parvient lorsque, en 1914, le président Woodrow Wilson signe une résolution du Congrès faisant officiellement du deuxième dimanche de mai la fête nationale des mères et appelant les Américains à la reconnaître en affichant le drapeau.

## Fin de vie
Ann Jarvis reste à Grafton jusqu'à la mort de son mari, Granville Jarvis, en 1902. Après la mort de celui-ci, elle part à Philadelphie pour vivre près de ses enfants. Anna, une de ses filles, s'occupe d'elle alors que sa santé décline progressivement en raison de problèmes cardiaques. Ann Jarvis est morte à Philadelphie le 8 mai 1905 âge de 72 ans, entourée de ses quatre enfants survivants, deux fils et deux filles. Elle a été enterrée au cimetière West Laurel Hill à Philadelphie.